# Vrede van Fredrikshamn

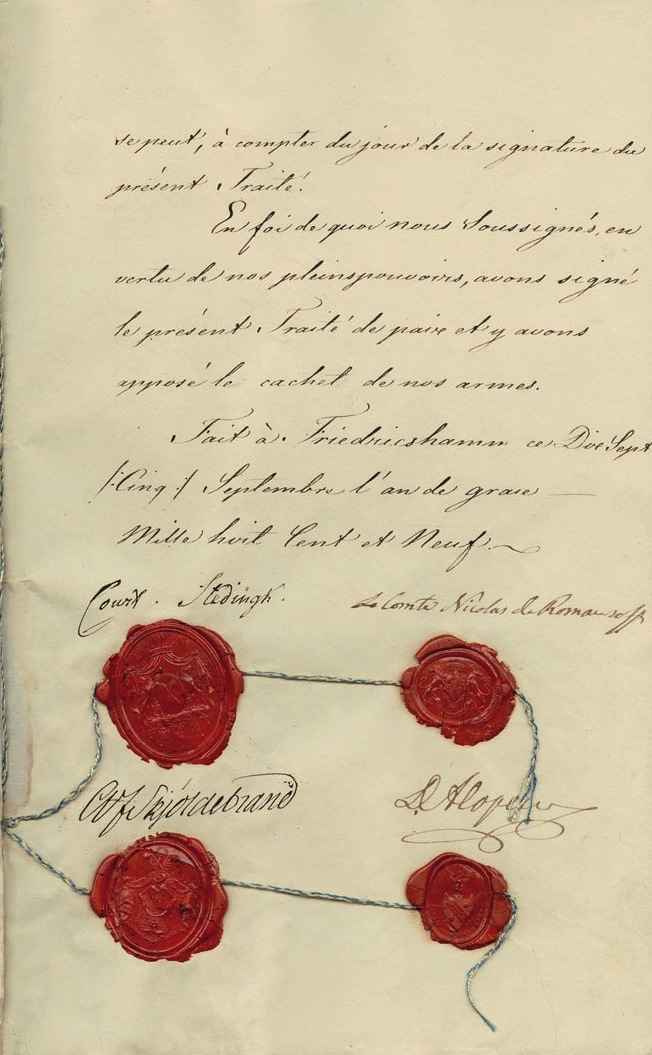
De laatste pagina van het verdrag

De Vrede van Fredrikshamn of de Vrede van Hamina werd op 7 september 1809 getekend in de Finse stad Hamina (Fredrikshamn in het Zweeds). Het betekende het einde van de Finse Oorlog tussen Zweden en Rusland.
Zweden moest Finland, de Ålandseilanden en delen van Lapland en Västerbotten afstaan aan Rusland. Een curiosum was de deling van het slechts 0,03 km² grote eiland Märket, die tot op heden bestaat.
Nadat Finland zes eeuwen onderdeel was geweest van het Zweedse koninkrijk, ging het deel uitmaken van Rusland, maar kreeg van tsaar Alexander I wel een autonome status als het Grootvorstendom Finland. In de loop van de 19e eeuw nam in Finland echter de roep om zelfstandigheid toe.